# Черенцово (Ленінградська область)
Черенцово (рос. Черенцово) — селище залізничної станції у Тихвінському районі Ленінградської області Російської Федерації.
Населення становить 28 осіб. Належить до муніципального утворення Цвильовське сільське поселення.

## Історія
Населений пункт розташований на історичній Новгородській землі, знищеній Московським царством у 15 столітті.
Згідно із законом від 1 вересня 2004 року № 52-оз належить до муніципального утворення Цвильовське сільське поселення.

## Населення
| 1928 | 1961 | 1997 | 2002 | 2007 | 2010 |
| ---- | ---- | ---- | ---- | ---- | ---- |
| 165  | ↗425 | ↘62  | ↘59  | ↘54  | ↘28  |